# セリム・アマラー
セリム・アマラー（アラビア語: سليم أملاح、Selim Amallah、1996年11月15日 - ）は、ベルギー・オートラジュ出身のサッカー選手。ラ・リーガ・バレンシアCF所属。モロッコ代表。ポジションはMF。

## 経歴

### クラブ
2019年12月11日、UEFAヨーロッパリーグのアーセナルFC戦でスタンダール・リエージュの2得点目を挙げ、ドローに貢献した。
2023年1月31日、レアル・バリャドリードに4年半契約で移籍した。
2023年8月29日、バレンシアCFへの買取オプション付きのレンタル移籍が発表された。

### 代表
モロッコとイタリアの血を引いている。
2019年12月15日のモーリタニア代表戦でモロッコ代表デビュー。
2022年11月10日、彼はカタールで開催される2022 FIFAワールドカップのモロッコ代表の23人のメンバーに選ばれた。

## 個人の生活
彼の母親アントワネットは彼が14歳の時に亡くなった。以来、アマラは彼女のために毎試合プレーし、彼女を2022 FIFAワールドカップで称え、モロッコの重要な役割を果たし、最終的に準決勝に進出し、大会を4位で終えた。

## 代表歴

### 出場大会
- モロッコ代表
  - 2022 FIFAワールドカップ

### 試合数
- 国際Aマッチ 33試合 4得点（2019年-）[10]

| モロッコ代表 | 国際Aマッチ | 国際Aマッチ |
| 年           | 出場        | 得点        |
| ------------ | ----------- | ----------- |
| 2019         | 2           | 0           |
| 2020         | 2           | 1           |
| 2021         | 8           | 2           |
| 2022         | 19          | 1           |
| 2023         | 2           | 0           |
| 2024         |             |             |
| 通算         | 33          | 4           |

## タイトル

### 個人
- ロイヤル・エクセル・ムスクロン年間最優秀選手: 2019

### 勲章
- モロッコ国家勲章（英語版）: 2022[11]